# Wilford Brimley
Anthony Wilford Brimley (Salt Lake City, 27 de setembro de 1934 – St. George, 1 de agosto de 2020), creditado como A. Wilford Brimley ou Wilford Brimley, foi um ator norte-americano. Atuou em filmes como The China Syndrome (1979), The Thing (1982), Remo Williams: The Adventure Begins (1985), Cocoon (1985) e A Firma (1993). Teve um papel recorrente na série de televisão da década de 1970 The Waltons. Brimley também fez anúncios televisivos, incluindo para as empresas Quaker Oats Company e Liberty Medical.
O ator tinha diabetes mellitus tipo 2[carece de fontes?] e apareceu em anúncios relacionados para Liberty Medical.
Morreu no dia 1 de agosto de 2020 em St. George, aos 85 anos, de uma doença renal.